# والاشهر
والاشهر (بالاده سابق) شهری که مرکز بخش جره و بالاده در شهرستان کازرون در جنوب غربی استان فارس است.

## تغییر نام بالاده به والاشهر
نام شهر بالاده در سال ۹۷ با درخواست مردم و مصوبه دولت رسما به والاشهر تغییر یافته است.

## گلدشت
نرگس‌زار جره، بزرگ‌ترین نرگس‌زار طبیعی ایران است که با ۱۴۰ هکتار وسعت در نزدیکی روستای جره قرار گرفته است. به این علت مسئولان استانی جهت ارتقا بخش جره و بالاده به شهرستان ، که دومین بخش بزرگ استان فارس نیز میباشد نام شهرستان گلدشت به مرکزیت شهر والاشهر را پیشنهاد داده اند. نرگس‌زار جره در سال ۱۳۹۵ از سوی انجمن گل و گیاه ایران به عنوان خانه نرگس ایران معرفی شد.

## جغرافیای والاشهر
والاشهر شهری است در ۷۰ کیلومتری جنوب باختری شهر شیراز و ۵۰ کیلومتری جنوب خاوری شهر کازرون و رود جره از جنوب آن می‌گذرد. والاشهر در راه اصلی شهرهای کازرون - فراشبند و در دشتی در قسمت میانی بخش جره و بالاده قرار دارد. فاصله آن در جنوب با آبادی جره حدود ۶ کیلومتر و با شهر فراشبند حدود ۵۵ کیلومتر است. این شهر از راه‌های فرعی با آبادی‌های بخش مرتبط است.
آتشکده بزرگ گره یا چهارتاق جره متعلق به دوره ساسانی، بر روی تپه‌ای نزدیک شهر بالاده و مشرف بر شهر قدیمی جره از دیدنی‌های آن است. بازمانده‌های تاریخی و سنگ نوشته‌های مهمی از روزگار هخامنشی و ساسانی در این منطقه به جای مانده‌است.
این آتشکده یکی از پنج آتشکده‌ای است که مهرنرسی وزیر بهرام پنجم در بین مسیر بیشاپور ـ اردشیر خُره بنا نمود.
نرگس‌زار معروف والاشهر در دهستان جره واقع شده‌است که همه ساله بازدیدکننده‌های بسیاری را از تمام شهرستان‌های اطراف برای دیدن این نرگس‌زار به خود جذب می‌کند.
نرگس‌های جره به خاطر مرغوبیت زیاد خواهان زیادی دارد و به شهرهای اصفهان، تهران، حاشیه‌های جنوبی خلیج فارس و… صادر می‌شود.

## جاذبه‌های تاریخی و گردشگری
- امامزاده سیدکمال الدین
- امامزاده پیر علوی
- امامزاده سیدحسین
- شاهزاده محمد
- مسجد جامع سیریزجان
- آتشکده جره
- دریاچه پریشان
- کتیبه کرتیر در سرمشهد
- چهارطاق
- قصر گل اندام
- نرگس زار جره
- نرگس زار بالاده
- نرگس زار نرگسی
- نرگس زار دادین
- جنگل اسلام آباد
- رودخانه دالکی